# Francesco Bocciardo
Francesco Bocciardo (né le 18 mars 1994 à Gênes) est un nageur paralympique italien quatre fois champion paralympique, sept fois champion du monde handisport et 9 fois champion d'Europe handisport. Il est médaille d'or paralympique du 200 m nage libre S6 masculin à Paris en 2024 avec un nouveau record paralympique.

## Biographie
Bocciardo souffre d'un handicap de naissance appelé diplégie spastique qui affecte le mouvement de ses jambes, raison pour laquelle il a été encouragé à faire de la natation dans le cadre d'une thérapie de rééducation dès l'enfance. Il commence à nager en compétition en 2010 aux championnats nationaux italiens et l'année suivante participe aux championnats d'Europe de natation handisports de 2011. 
Il remporte ensuite plusieurs titres lors des championnats du monde et des championnats d'Europe en nage libre. Aux jeux paralympiques d'été de 2016, il devient champion paralympique en 400 m nage libre (S6). Lors des championnats du monde de natation handisport 2019, il se distingue en remportant deux titres, deux médailles d'argent et une médaille de bronze. Aux jeux paralympiques d'été de 2020 de Tokyo, il prend le titre en 200 m nage libre (S5).
Le 29 août 2024, lors des Jeux paralympiques de Paris, il remporte cette la médaille d’or en 200 mètres nage libre S6 en établissant un nouveau record paralympique pour cette discipline.